# Rieck-Haus

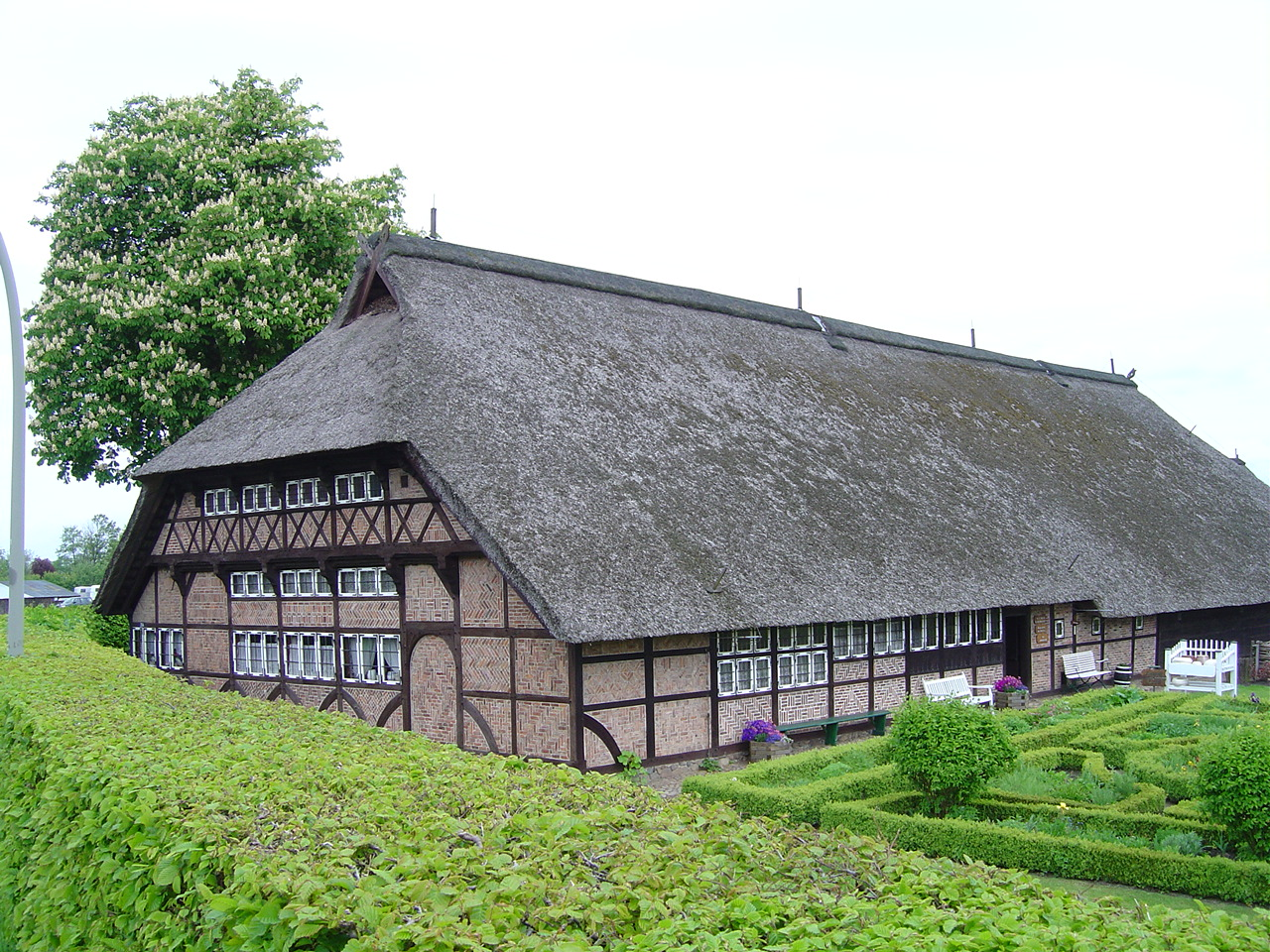
Das Rieck-Haus mit Bauerngarten, Ansicht vom Curslacker Deich aus

Das Rieck-Haus (in der Eigendarstellung auch Rieck Haus) ist ein Freilichtmuseum in Hamburg-Curslack, das sich auf die Darstellung des bäuerlichen Lebens in den Vierlanden vor der industriellen Revolution spezialisiert hat. Das Museum nutzt dazu ein Gehöft mit Hallenhaus am Curslacker Elbdeich, das bis etwa 1940 von der Familie Rieck bewirtschaftet worden war und das seit den 1950er-Jahren als Freilichtmuseum Rieck Haus zur Bergedorfer Museumslandschaft gehört.

## Geschichte

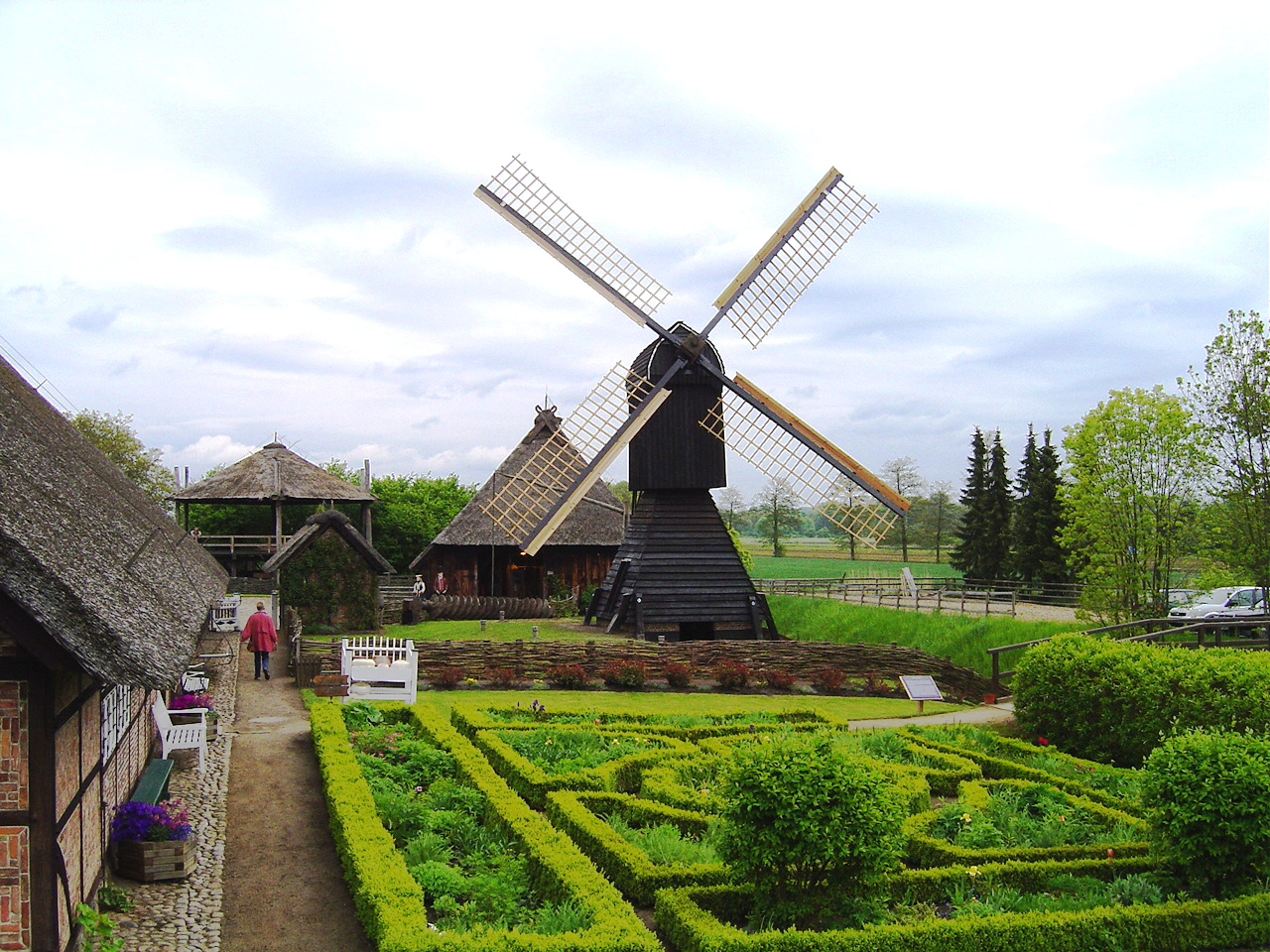
Bauerngarten, Heubarg, Scheuer und Kokerwindmühle

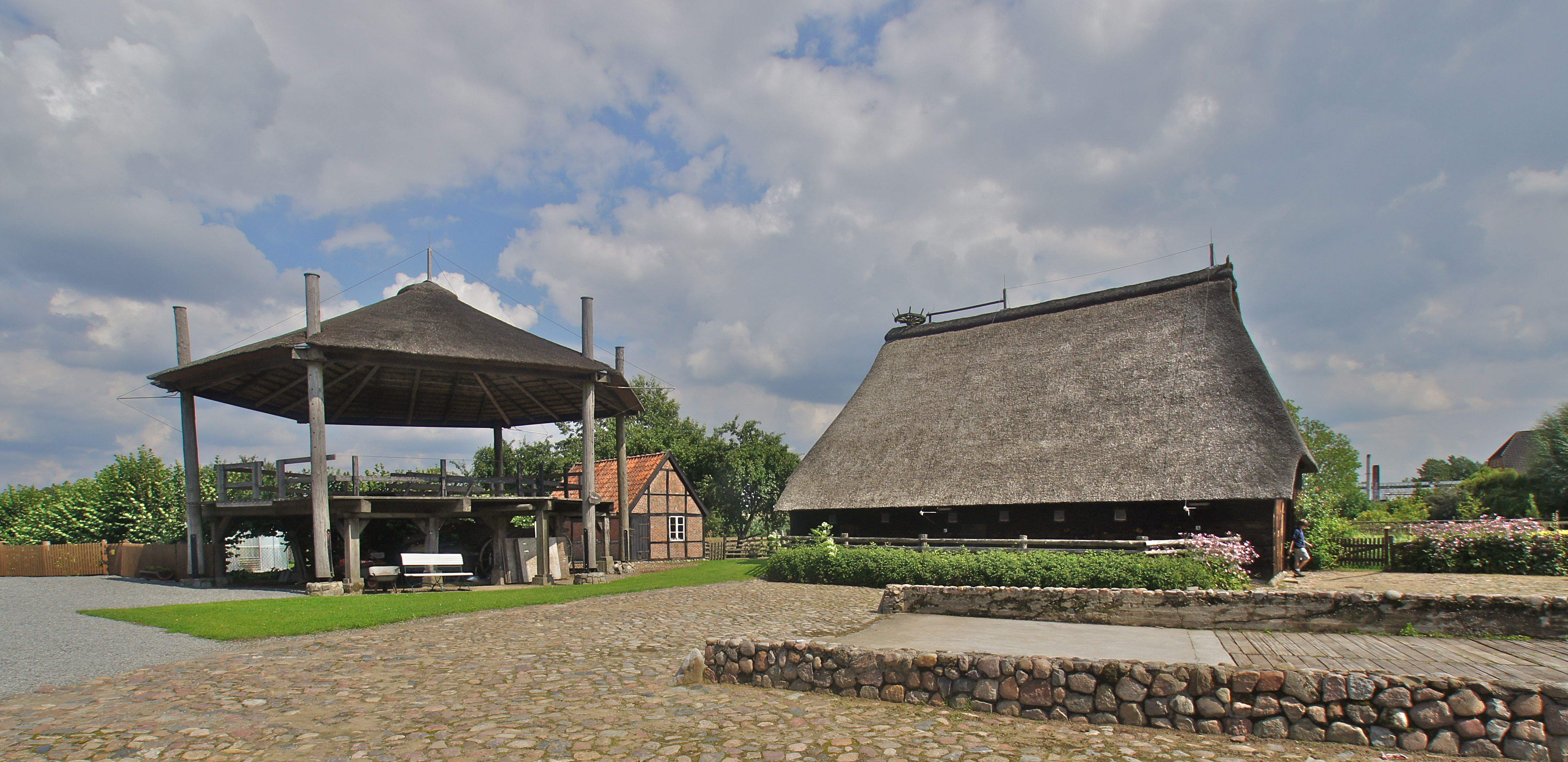
Heubarg (links), die älteste Scheunenform der Marsch

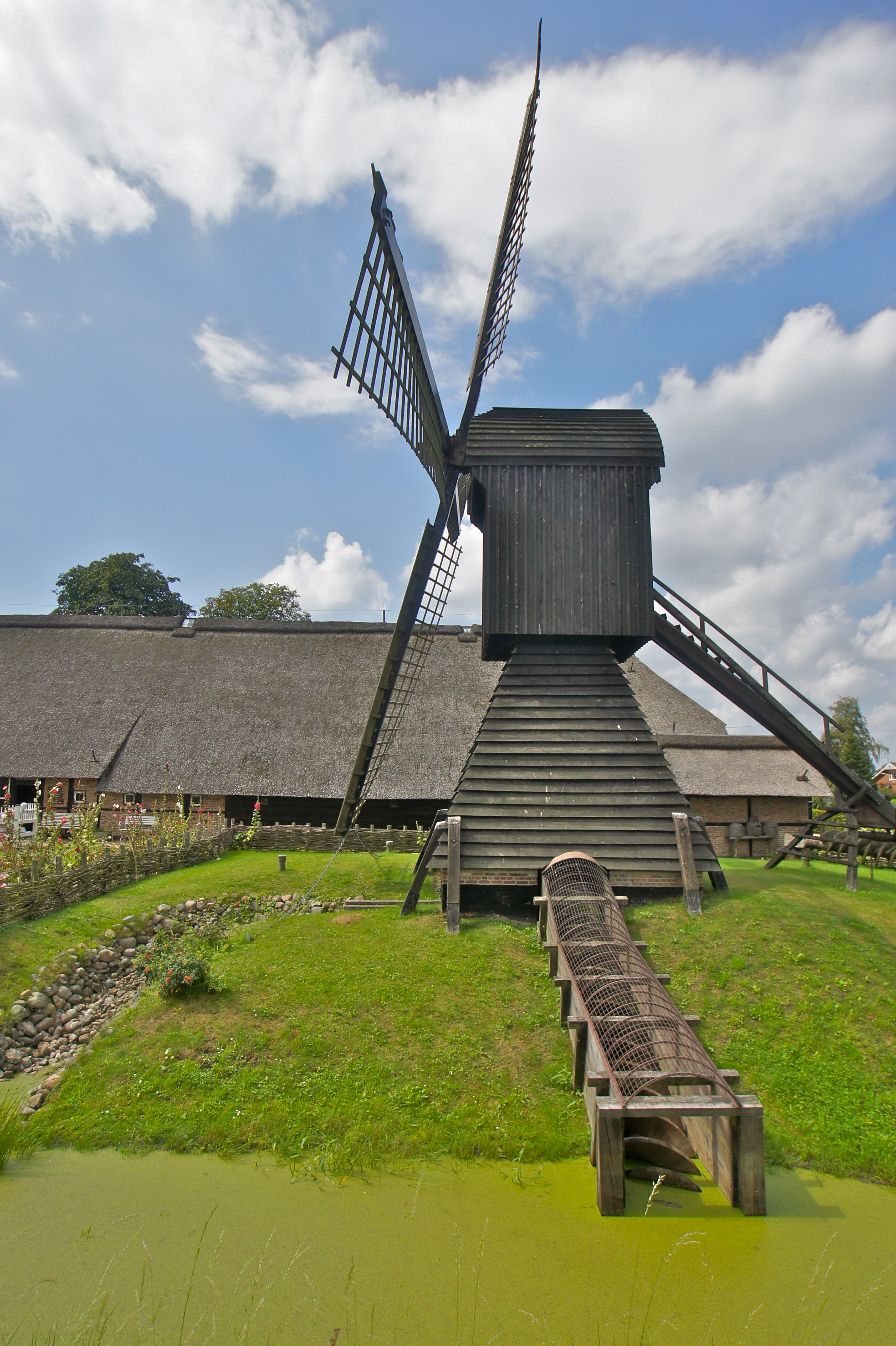
Kokerwindmühle als Feld-Entwässerungsmühle mit Wasser-Schnecke

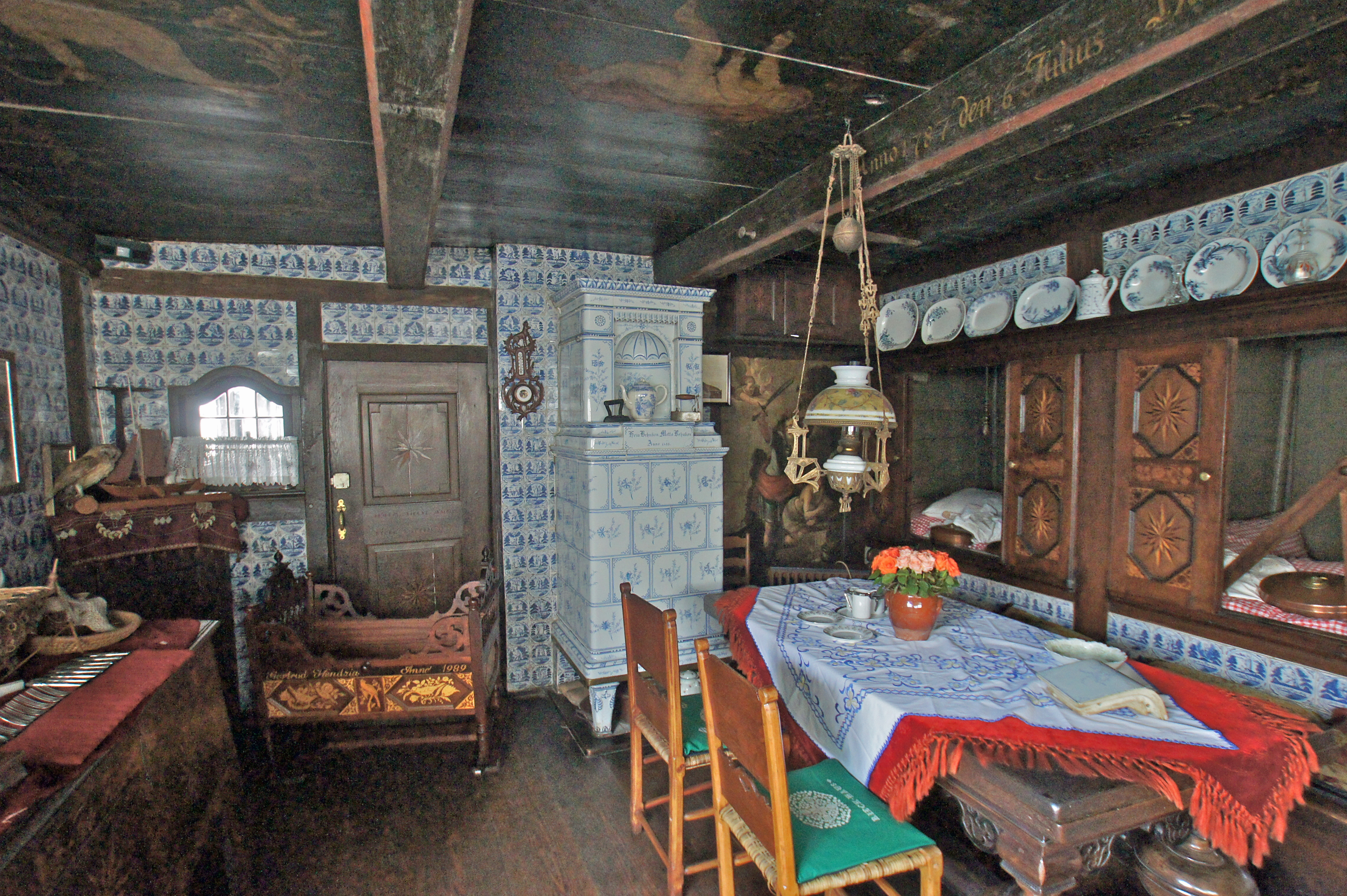
Die groot Döns (plattdeutsch: große Stube)

Die schriftliche Dokumentation des Hofes reicht bis 1633 zurück. In jenem Jahr wurden von den damaligen Eigentümern nach einer großen Erweiterung die üblichen Besitz-Inschriften im Sturz der Seitentür und in einen Balken auf der Hofseite des Rieck-Hauses eingeschnitzt („Carsten und Catrina Timm, geb. Eggers“). Dendrologische Untersuchungen legen nahe, dass das Kerngerüst des Fachhallenhauses bereits um 1532 errichtet wurde. Auch zwei Umbauten oder Reparaturen in den Jahren 1545 und 1565 sind auf diese Weise dokumentiert. Damit wurde der Hof in einer Zeit errichtet, in der Entwässerung, Eindeichung und Urbarmachung der Elbniederung abgeschlossen waren (etwa 1550) – vor der ersten Erwähnung dieses Landstriches als „Vierlande“ (1556).
In den darauf folgenden Jahrhunderten wurde der Hof ständig bewirtschaftet und erweitert. Es entstand ein wohlhabender Betrieb, was sich auch in der Verzierung der Hofgebäude ausdrückt. Das Haupthaus weist, ebenso wie viele andere reiche Vierländer Höfe, sehr viele Schmuckausfachungen mit zu Mustern gesetzten Ziegeln auf.
Durch Heiraten und Erbschaften wechselte die auf dem Hof beheimatete Familie im Laufe der Jahrhunderte mehrfach; als letzte den Hof landwirtschaftlich nutzende Sippe ist die Familie Rieck der Namensgeber der heutigen Anlage. Seit etwa 1900 war der Hof stark verfallen, so dass er zu Beginn des Zweiten Weltkrieges einzustürzen drohte. 1940 übernahm die Denkmalschutzbehörde der Hansestadt Hamburg den Hof und sicherte die Gebäude notdürftig. Ab 1949 wurden das Haupthaus und der Ziehbrunnen von Emil Evers, der auch in dem Haus wohnte, systematisch renoviert, und 1954 begann der Museumsbetrieb des Anwesens als Außenstelle des Altonaer Museums. Auf das Gelände wurden zusätzlich einige Gebäude und Geräte aus der Umgebung verlagert, die typisch für das bäuerliche Leben in den Vierlanden waren: eine hölzerne Kokerwindmühle aus Ochsenwerder, mit der die Felder der Vier- und Marschlande entwässert wurden; ein Backhaus aus Neuengamme, ein Heubarg (eine offene Scheunenform – ursprünglich für das ungedroschene Getreide, ab Ende des 17. Jahrhunderts für das Heu; für das Getreide wurden feste Scheunen gebaut) aus Allermöhe sowie ein Gemüse-Ewer, wie er für den Schiffs-Transport von Waren in das nahe Hamburg verwendet wurde und der ursprünglich in Ochsenwerder-Neudorf beheimatet war. Ein 1962 nach „altüberlieferter Vierländer Weise“ angelegter Bauerngarten rundet den Einblick in das vorindustrielle bäuerliche Leben der Region ab.
Heute werden auf dem Gelände nicht nur die Gebäude und ihr Inventar ausgestellt, sondern in vielfältigen Aktionen wird Schulklassen und anderen Besuchern der Alltag der dort in den vergangenen Jahrhunderten lebenden Menschen nahegebracht.

## Trivia
Die beiden Familien, die in den Inschriften von 1663 genannt sind, existieren auch heute noch in den Vierlanden. So stellte die Familie Timm bisher nachweislich sechs Curslacker Landvögte, vier Kirchenjuraten und drei Höftleute. Die Familie Rieck, die bis in die 2000er-Jahre am Museumsbetrieb mitgewirkt hat, ist seit mindestens zwölf Generationen in den Vierlanden nachweisbar.